# Политика

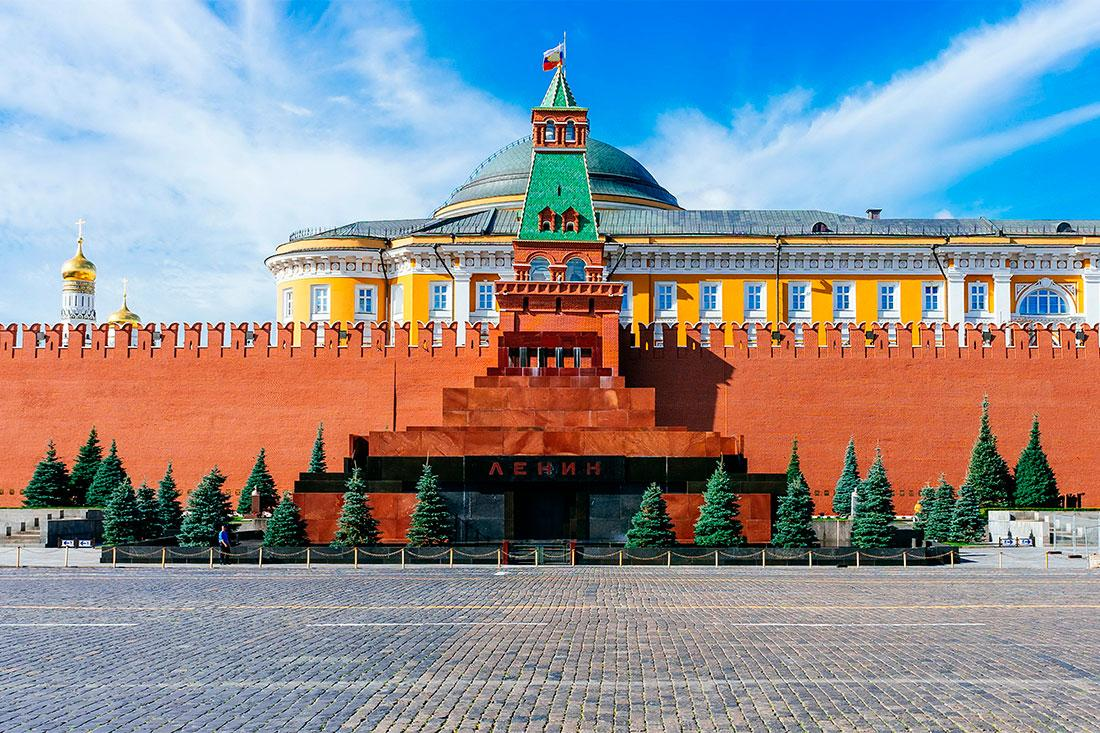
RUS. Московский Кремль. Вид на мавзолей Ленина

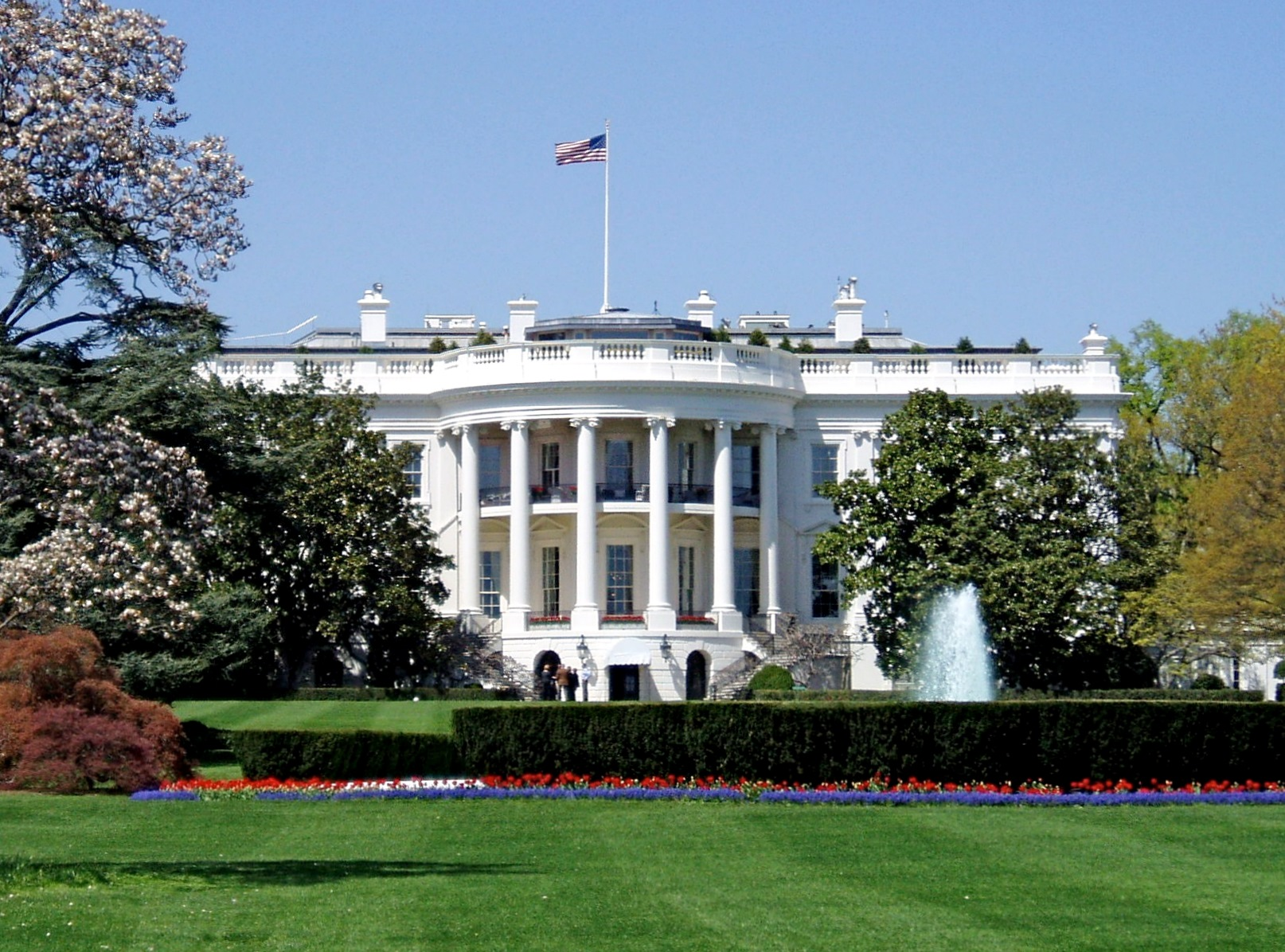
USA. Белый дом

Поли́тика (др.-греч. πολιτική — «государственная деятельность», от πόλις — «Город, государство») — одна из сфер человеческой деятельности, в которой государства, общественные институты и отдельные люди реализуют свои цели и интересы, используя возможности власти.
Научное изучение политики ведётся в рамках политологии и других наук.

## Происхождение термина
В античности полисы (греч. πόλις) исторически формировались как городские общины с самоуправлением, которые конституировали себя в качестве политической формации, общности — эта форма самоорганизации общества была типична для Древней Греции. Получила развитие и распространение через Италию и непосредственно через Римскую империю. С ростом государств и империй политика взаимоотношений с обширными территориями требовала изменчивости политики и совершенствования системы управления. Политика как методология управления формировалась в полисах, где сосредотачивалась управленческая элита и различные сословия (ремёсла, искусства, школы), в которых формировалась будущая элита.
Сам по себе рассматриваемый термин был введён в IV веке до н. э. Аристотелем, который предлагал для него следующее определение: политика — искусство управления государством (полисом). Впрочем, политика выделилась в качестве отдельной области социального бытия задолго до этого события — хотя и позднее, нежели, например, экономические отношения или мораль. Существует несколько различных представлений о природе и происхождении политики:
- Теологическое. В соответствии с данным представлением политика, равно как и жизнь в целом, имеет божественное происхождение.
- Антропологическое. Такой подход увязывает политику с человеческой природой: предполагается, что соответствующий род общения и взаимодействия с другими людьми продиктован сущностью человека (и, с другой стороны, сам влияет на эту сущность, обусловливая ряд самоограничений и других характерных черт, отличающих человека от животного).
- Биологическое. Подобная трактовка, напротив, подразумевает, что природа политики должна пониматься на базе общих для человека и животного начал — таких, к примеру, как агрессивность, инстинкт самосохранения, борьба за выживание и т. п. Этолог К. Лоренц, в частности, увязывал с феноменом агрессивности войны, революции и другие конфликты, имеющие место в жизни общества.
- Психологическое. Согласно этому представлению первоисточником политического взаимодействия между людьми являются потребности, интересы, эмоции и другие проявления человеческой психики. В традиционном для себя ключе политику трактовал, к примеру, З. Фрейд, ассоциировавший природу политики с бессознательным.
- Социальное. Соответствующий подход предполагает, что политика является порождением общества и сформировалась в ходе эволюции последнего — по мере роста его сложности и развития социальной стратификации. В качестве отправной точки данных общественных изменений может рассматриваться неолитическая революция, которая повлияла как на формы хозяйствования, так и на образ жизни людей в целом. Логика появления политики при этом имеет примерно следующий вид:
  - Рост продуктивности человеческой деятельности обусловливает появление частной собственности. Последняя, в свою очередь, способствует развитию экономики, её специализации, а также формированию новых социальных объединений, углубляет автономность и независимость личности, обеспечивая ей возможность достичь определённого положения в обществе экономическим путём, а также усиливает расслоение общества по имущественному признаку, порождая конфликты.
  - Социальная дифференциация, в том числе по этническому и религиозному признаку, становится более выраженной.
  - Демографический рост и расширение экономической деятельности актуализируют проблему независимости того или иного сообщества от других, а также задачу сохранения целостности территорий, находящихся под контролем указанного сообщества.

Соответственно, политика возникает в связи с утратой возможности разрешить изложенные выше проблемы и конфликтные ситуации традиционными методами — посредством обычаев, моральных установок и т. п. Наравне с правом политика выступает в роли одного из новых регуляторов, предназначенных для решения этих проблем; кроме того, с той же целью формируется и государство как новая форма структуризации и организации жизни людей. В силу этого, понятие политики непосредственным образом связывается с понятиями государства и власти. В концепции политолога М. Дюверже выделяются три формы власти — анонимная, индивидуализированная и институционализированная; первые две определяются как догосударственные, а третья — как собственно государственная, имеющая публичный характер и обусловливающая появление политики.

## Сущность политики
В ходе развития научной и философской мысли предлагались различные определения политики: общее «царское искусство», заключающееся во владении совокупностью конкретных (ораторским, военным, судебным и т. д.), умение «оберечь всех граждан и по возможности сделать их из худших лучшими» (Платон), знание о правильном и мудром правлении (Макиавелли), лидерство государственного аппарата или влияние на это лидерство (Макс Вебер), борьба классовых интересов (Карл Маркс). В настоящее время распространённым является толкование политики как деятельности, которая выражается в поведении общественных групп, равно как и совокупности моделей поведения и социальных институтов, управляющих общественными отношениями и создающих властный контроль как таковой вкупе с соревнованием за обладание силой власти. Существует также представление, что в самом общем виде политика может быть определена как социальная деятельность, направленная на сохранение или изменение существующего порядка распределения власти и собственности в государственно-организованном обществе (внутренняя политика) и мировом сообществе (внешняя политика, глобальная или мировая политика).
Политика представляет собой многоплановое социальное явление, которое можно рассматривать как инструмент сознательного саморегулирования общества. Существует целый ряд определений политики, предлагаемых различными теоретическими направлениями, в которых подчёркивается один из основных аспектов политической деятельности: институциональный, правовой, экономический, психологический, социальный, антропологический и т. д.

### Основные подходы
В исторической ретроспективе базовые тенденции в определении сущности политики, так же, как и в области её генезиса, могут быть обобщены в рамках совокупности различных теоретических подходов. К их числу могут быть отнесены следующие:
- Субстанциональный. Определения политики увязываются непосредственно с понятием власти, определяя политику либо как управление при помощи власти, либо как стремление к обретению и сохранению таковой. С этим направлением ассоциируется понимание политики, представленное в работах Никколо Макиавелли, Макса Вебера и Карла Маркса.
- Институционный. Определения, в которых внимание сосредотачивается на определённой организации или некотором сообществе людей, выполняющем властные функции. Как правило, в качестве ключевого института обозначается государство (таких взглядов придерживался, в частности, Владимир Ленин), однако есть и иные вариации, акцентирующие внимание на других общественных институтах.
- Социологический. В рамках этого подхода общество рассматривается как совокупность структурно организованных групп, реализующих свои потребности и интересы посредством власти, а политика, соответственно, как те или иные формы деятельности подобных социальных групп по реализации упомянутых выше потребностей.
- Телеологический. Подобное понимание сущности политики связано с понятиями организации, целеполагания и целедостижения, за счёт чего поле действия термина «политика» существенно расширяется.

Кроме того, в современной политологии выделяются два противоположных друг другу подхода к пониманию политики: консенсусный и конфронтационный. Первый предполагает разрешение проблем ненасильственными и неконфликтными методами, посредством сотрудничества и поиска компромиссов, и политика в нём понимается как деятельность по достижению согласия между гражданами, в то время как в рамках второго подхода политика считается сферой столкновения интересов, областью противостояния, предполагающей доминирование более сильных субъектов или организаций над более слабыми. При этом политика является продуктом борьбы двух разнонаправленных тенденций (конфликты интересов с одной стороны и поиск равновесия — с другой), что фактически уравнивает между собой консенсусный и конфронтационный подходы.

### Альтернативные определения
- Политика — борьба множества интересов (искусство управления с учётом интересов всех слоёв общества). Определение связано с этимологией греч. πολιτικός, где πολι (поли) означает множество, а τικός (тикос) — интерес; (дословно — «множество интересов»)[источник не указан 4940 дней]. Так, государственные служащие в городах древней Греции именовались политикос, а граждане, которые мало интересовались и участвовали в политической жизни своего города, именовались ιδιοτικός (идиотикос)[4];
- Политика — искусство допустимого. История указывает на манипуляции и агрессивность политики многих правителей. Политика — управление, инструмент, и его нужно отличать от целей и фальсифицирования (имитационный характер) политики;
- Политика — это всеохватывающий феномен общественной жизни, пронизывающий все её формы и включающий в себя все формы социальной активности людей, все виды деятельности по их организации и руководству в рамках процессов производства[5];
- Политика — это управление распределением ресурсов;
- Политика — это сфера жизнедеятельности общества, связанная с получением, удержанием и использованием власти;
- Политика — это стремление к участию во власти или оказанию влияния на распределение власти, будь то между государствами, будь то внутри государства между группами людей, которые оно в себе заключает[6];
- Политика — это участие в делах государства, направление государства, определение форм, задач, содержания деятельности государства[7];
- Политика — это деятельность организации (её поведенческая модель), в том числе деятельность государства по реализации своих целей (интересов), например: — техническая политика;
- Политика — всякая программа действий, все виды деятельности по самостоятельному руководству чём-либо или кем-либо. Соответственно, в этом значении мы можем говорить, например, о валютной политике банка, о школьной политике городских муниципалитетов, о семейной политике жены в отношении мужа и детей и так далее;
- Политика — совокупность мер и действий, направленных на достижение заведомо заданного результата;
- Политика — форма общественного сознания, выражающая корпоративные интересы сообщества и проявляющаяся в гражданском обществе (государстве) в виде течений, движений, профсоюзов и других общественных организаций и объединений по специфическим интересам. Наиболее совершенные и организованные из них — партии и церковь;
- Политика — это искусство объединения людей;
- Политика — это борьба за право устанавливать свои правила игры;
- Политика — искусство зла во имя добра (философско-этическое определение в широком смысле);
- Политика — приводимый в исполнение навязавшийся указ третьего лица;
- Политика — исполняемая стратегия кого-либо, по предложению прав и свобод. (Политика такая-то, может предлагать права, отличные от прав, предлагаемых другой политикой);
- Политика — меры и действия, предпринимаемые руководящим лицом с целью осуществления идеи о том, как всё должно быть устроено в подвластной ему среде. К примеру, политикой фирмы «А» могут быть изменены какие-нибудь функции в производимом ею оборудовании, с целью увеличения прибыли.

## Функции
В соответствии со своим назначением, политика выполняет ряд основополагающих функций:
- Реализация интересов социальных групп, имеющих значимость с точки зрения власти.
- Регулирование и упорядочение процессов и отношений, существующих в обществе, а также условий, в которых осуществляются труд и производство.
- Обеспечение как преемственности развития общества, так и принятия новых моделей его эволюции (то есть инновационности).
- Рационализация отношений между людьми и смягчение противоречий в обществе, поиск разумных решений возникающих проблем.
- Постановка целей развития общества, определение связанных с ними задач управления и способов их достижения.
- Распределение и перераспределение материальных благ и ресурсов в обществе через политические механизмы, такие как формирование государственного бюджета.
- Поддержание политической коммуникации между различными социальными группами через средства массовой информации, посредническую деятельность в создании площадок для контактов власти и организаций гражданского общества, представителей конфликтующих сторон.
- Гарантия политических прав и свобод граждан, соблюдение принципов социального равенства и справедливости.

## Структура
В политике выделяются субъекты, или акторы — свободные и самостоятельные участники политического процесса (к примеру, определённые сообщества людей, институты, организации и так далее), а также объекты — общественные явления, с которыми тем или иным образом целенаправленно взаимодействуют субъекты. В результате такого взаимодействия возникают политические отношения, которые, в свою очередь, определяются политическими интересами субъектов. На все перечисленные структурные элементы оказывается влияние со стороны политического сознания (совокупности ценностей, идеалов, эмоций и т. п.) и политической культуры. Суммирование этих составляющих образует явления более высокого уровня абстракции: политическую систему, политический режим и политические процессы.

## Виды
Классификация видов политики осуществляется по нескольким основаниям:
- По целевой сфере общества: экономическая, социальная, научно-техническая, военная, и т. п.
- По направлению или масштабу: внутренняя и внешняя.
- По содержанию и характеру: прогрессивная, реакционная, научно-обоснованная, волюнтаристская.
- По субъектам: политика мирового сообщества, государства, организации и так далее.
- По деятельности политиков: Активная политика — не ожидающая событий, а старающаяся их создавать по собственному плану[8] и Пассивная политика.

## Политические процессы и общество
От соответствия политики объективным потребностям развития общества в его материальном и духовном аспекте, а также от учёта ею фактических возможностей государства, главным образом экономических, равно как и его специфики в аспекте национально-этнических взаимоотношений в сочетании с географическим и политическим положением, зависит ускорение или, напротив, задержка развития общества.
В основе политических процессов лежит совокупность идей и методов их реализации.
Политика носит выраженный временной характер, то есть может изменяться в силу смены лидеров (руководителей).
Политическая партия — организация единомышленников с общим виденьем процесса и идеологии управления. Политическая идеология базируется на описании концепции явлений и механизмов, процессов и структуры управления. Политизация управления часто демонстрирует противопоставление идеологий и манипуляций в пользу целей теневого правления и лоббирования интересов третьих лиц за пределами самого управления. Политические партии по-разному могут рассматривать реализацию государственного управления. Поэтому политика государств определяется балансом и/или противопоставлением различных идеологий.
В зависимости от вида (профиля, уровня) организации различают: государственную политику (в частности монетарную политику), военную политику, политику партии, техническую политику (для производственных организаций) и т. п.
В зависимости от направления деятельности организации различают: внутреннюю и внешнюю политику, социальную политику и т. п.
Как отмечается международной организацией Оксфэм, «во многих странах имущественное неравенство ведёт к дисбалансам в политической репрезентации отдельных групп общества. Политические и экономические правила и решения благоволят к богатым в ущерб всем остальным».

## Политические системы и идеологии
На сегодняшний день известно около 20 политических и идеологических систем:

| - Авторитаризм - Анархизм - Демократия - Диктатура - Коммунизм | - Консерватизм - Космополитизм - Либерализм - Марксизм - Милитаризм | - Нацизм - Национализм - Пацифизм - Плутократия - Самодержавие | - Социализм - Теократия - Тоталитаризм - Тимократия - Фашизм |

## Связанные определения
- Политические отношения — формы взаимосвязи субъектов политики — согласие, партнёрство, дискуссии, конфликты, господство и подчинение между участниками политической жизни.
- Политическая власть — возможность и способность навязывать свою волю другому.
- Политические организации — совокупность государственных и негосударственных институтов, выражающих интересы личности, группы, общества.
- Политическая культура — тип отношения к политическим явлениям, обнаруживающийся в поведении.
- Политическое сознание — политическая психология и политическая идеология, мотивы политического участия (идеи, чувства, переживания, ценности, оценки).
- Субъекты политики — индивиды, социальные группы, слои, организации, массы, общество, участвующие в процессе реализации государственной власти.